# Bleivergiftung
Bei der Bleivergiftung oder dem Saturnismus handelt es sich um eine akute oder chronische Vergiftung durch die Aufnahme von metallischem Blei oder Bleiverbindungen. Das Schwermetall ist für viele Lebewesen schädlich.
Dieser Artikel befasst sich mit der Bleivergiftung durch Bleiverbindungen beim Menschen. Blei und Bleiverbindungen können über die Nahrung oder über die Lunge aufgenommen werden. Ein Aufnahmepfad über die Haut ist bei Blei und anorganischen Bleiverbindungen nicht relevant.
Bei einmaliger Aufnahme führen erst vergleichsweise große Mengen (tödliche Dosis des gut wasserlöslichen Bleisalzes Blei(II)-acetat für erwachsene Menschen: 5–30 g) von Blei bzw. Bleiverbindungen zu einer akuten Bleivergiftung; dagegen führt eine Bleidosis ab etwa 1 mg pro Tag über die Nahrung nach längerer Zeit zu einer chronischen Vergiftung, weil Blei nur langsam ausgeschieden wird und sich deshalb im Körper (vor allem in den Knochen anstelle von Calcium) anreichert. Die Weltgesundheitsorganisation (WHO) schätzt die durchschnittliche tägliche perorale Bleiaufnahme auf etwa 100–500 µg pro Person. Die Verwendung von Blei und Bleiverbindungen, z. B. des im Motor zu anorganischen Bleiverbindungen verbrennenden Antiklopfmittels Tetraethylblei in Autokraftstoffen, als wesentliche Bleiquelle ist seit den 1970er Jahren stark zurückgegangen. Gleichzeitig reduzierte sich auch die messbare Belastung der Umwelt mit Blei.
Blei schädigt das zentrale und das periphere Nervensystem, beeinträchtigt die Blutbildung und führt zu Magen-Darm-Beschwerden und Nierenschäden. Bleiverbindungen sind bis auf Ausnahmen als fortpflanzungsgefährdend (fruchtschädigend und Beeinträchtigung der Fruchtbarkeit) eingestuft. Seit Juli 2006 bewertet die Deutsche Forschungsgemeinschaft Blei und seine anorganischen Verbindungen als „krebserzeugend im Tierversuch“. Schwere Vergiftungen führen zu Koma und Tod durch Kreislaufversagen.
Organische Bleiverbindungen, wie z. B. die früher als Antiklopfmittel eingesetzten Tetraethylblei und Tetramethylblei, sind dabei auch akut stark toxisch, da sie neben dem enthaltenen giftigen Metall zusätzlich zu aggressiven Radikalen zerfallen.
Bleivergiftung wird in Deutschland unter der BK Nummer 1101 in Anlage 1 der Berufskrankheiten-Verordnung als Berufskrankheit geführt. Diese steht für „Erkrankungen durch Blei und seine Verbindungen“.

#### Blutbildung

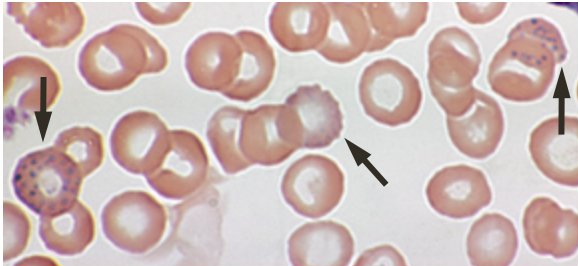
Basophile Tüpfelung von Erythrozyten bei Bleivergiftung